# 牆上的肖像
《牆上的肖像》是香港歌手譚詠麟發行第十二張粵語專輯。在1987年初，譚詠麟在仍忙於舉行世界巡迴演唱會的同時，推出了全新的粵語專輯《牆上的肖像》，標誌著他重新於香港全力發展的開端。在唱片推出前，已有三首派台歌，為專輯打頭陣的是無綫電視電視劇《黃金十年》的主題曲《痴心的廢墟》和插曲《曾經》，兩首歌曲同樣由譚詠麟作曲，第三首派台的是輕快的《Maggie》，三首派台歌都迅速成為了冠軍歌。第四首主打歌是他拿手的「倫式情歌」《無邊的思憶》、結果以上 四首歌曲都同時入選了87年度的「勁歌金曲季選」。 其它派台歌曲包括旋律優美的《情不變》、再度與劉以達合作的點題作品《牆上的肖像》。《計時炸彈》和《千年埋藏》兩首典型譚詠麟式快歌也是專輯不可或缺的部份。《千面女郎》和《根》走輕版的節奏，亦為新的嘗試。有「亞洲鼓王」之稱的Donald Ashley （唐龍） 罕有地作曲，為專輯寫了一首《我沒法相信》，與專輯灰暗的格調十分相稱。
此專輯作為譚詠麟回歸香港樂壇的第一步，製作水準優良。無論在選曲與錄音，以及譚詠麟本人經過明顯轉變的聲線，均為唱片陰沉的風格而設。他自己作曲的兩首歌曲都是上佳之作。1987年譚詠麟展開了他事業的平穩時期，然而，這張專輯卻是不少樂迷心中的最愛。

## 曲目
全碟監製：葉廣權、關維麟
|     | 歌名                                       | 作曲          | 填詞   | 編曲          |
| --- | ------------------------------------------ | ------------- | ------ | ------------- |
| 1.  | Maggie                                     | 宇崎龍童      | 林振強 | 入江純        |
| 2.  | 無邊的思憶                                 | 網倉一也      | 盧永強 | 入江純        |
| 3.  | 千面女郎                                   |               | 向雪懷 | 入江純        |
| 4.  | 根                                         |               | 林振強 | 矢島賢        |
| 5.  | 牆上的肖像                                 | 劉以達        | 陳少琪 | 周啟生        |
| 6.  | 計時炸彈                                   | 入江純 /      | 向雪懷 | 矢島賢        |
| 7.  | 我沒法相信                                 | Donald Ashley | 潘源良 | Donald Ashley |
| 8.  | 千年埋藏                                   | 入江純        | 陳少琪 | 入江純        |
| 9.  | 情不變                                     | Randy Goodrum | 黃真   | 周啟生        |
| 10. | 曾經（無線電視劇《黃金十年》插曲）         | 譚詠麟        | 向雪懷 | 盧東尼        |
| 11. | 痴心的廢墟（無線電視劇《黃金十年》主題曲） | 譚詠麟        | 小美   | 盧東尼        |

## 音樂錄像

### 原人演出
- 無邊的思憶 （無線電視版本）1987年
- 牆上的肖像 （無線電視版本）1987年
- 曾經 （無線電視版本）1987年
- Maggie （無線電視版本）1987年
- 癡心的廢墟 （無線電視劇《黃金十年》主題曲）（無線電視版本）1987年
- 情不變 （無線電視版本）1987年

### 非原人演出
- 無邊的思憶（1990年版本）（寶麗金金曲卡拉OK POL33006（1990年，原聲））
- 無邊的思憶（1992年版本）（寶麗金卡拉OK碟聖13粵語歌曲精選（1992年，非原聲））
- 情不變（寶麗金卡拉OK碟聖譚詠麟原裝卡拉OK精選（1993年，原聲）））
- 痴心的廢墟（無線電視劇《黃金十年》主題曲）（寶麗金金曲卡拉OK POL33010（1990年，原聲）、寶麗金卡拉OK碟聖4巨星原裝金曲（1991年，原聲））

## 獎項
- 1987年度十大勁歌金曲頒獎典禮

- 「十大勁歌金曲」：《無邊的思憶》

- 1988年度香港金唱片頒獎典禮

- 「白金唱片」：《牆上的肖像》